# Le Lauréat (roman)
Pour l’article homonyme, voir Le Lauréat.
Le Lauréat (titre original : The Laureate) est un roman court de Charles Webb paru en 1963.
Il a été adapté au cinéma par Mike Nichols en 1967 dans un film américain, Le Lauréat (The Graduate).